# メルヴィン・エヴァンス
メルヴィン・ハーバート・エヴァンス(英語: Melvin Herbert Evans, 1917年8月7日 - 1984年11月27日)は、アメリカ領ヴァージン諸島出身の政治家、医師、共和党員。最後のアメリカ領ヴァージン諸島文民知事であり、初代公選知事。知事退任後、アメリカ合衆国下院代議員を1期務めた。

## 経歴・人物
エヴァンスはアメリカ領ヴァージン諸島セントクロイ島のクリスチャンステッドで生まれ、ワシントンD.C.のハワード大学で理学士号(1940年)と医学博士号(1944年)を取得した。1945年に妻のメアリー・フィリス・アンダーソンと結婚。故郷ヴァージン諸島で医師として活動していた。
1959年からの8年間、エヴァンスはヴァージン諸島の保健委員を務め、1967年にはカリフォルニア大学バークレー校で公衆衛生学修士を取得。個人の開業医として活動した。1969年、リチャード・ニクソン大統領によって、ヴァージン諸島知事に任命された。1968年に可決されたヴァージン諸島選挙知事法に基づき、1970年に初の知事選が行われた。共和党から出馬したエヴァンスは初当選を果たし、初代公選知事となった。
1978年11月7日、エヴァンスは共和党員としてアメリカ領ヴァージン諸島選挙区からアメリカ下院の代議員に選出された。現職のロン・デ・ルーゴの側近であった民主党のジャネット・ワトリントン氏を10,458票(52％)で破り、下院代議員に選出された。9,588票(48％)を獲得したワトリントンとは870票差と僅差での勝利だった。
1980年選挙でも再選を目指したが、前代議員のロン・デ・ルーゴに敗れて落選した。
1981年12月1日、ロナルド・レーガン大統領によって駐トリニダード・トバゴアメリカ大使に任命され、亡くなるまで務めた。1984年11月27日に心臓発作で死去。セント・クロア島のクリスチャンステッド墓地に埋葬された。